# Spermophora thorelli
Spermophora thorelli är en spindelart som beskrevs av Roewer 1942. Spermophora thorelli ingår i släktet Spermophora och familjen dallerspindlar.
Artens utbredningsområde är Myanmar. Inga underarter finns listade i Catalogue of Life.